# یان کیکاس
یان کیکاس (انگلیسی: Jaan Kikkas؛ ۵ ژوئن ۱۸۹۲ – ۹ مارس ۱۹۴۴) یک وزنه‌بردار اهل استونی بود. 
وی توانسته است مدال برنز وزن ۷۵ کیلوگرم وزنه‌برداری بازی‌های المپیک تابستانی ۱۹۲۴ را کسب کند.